# Zona di faglia di Blanco

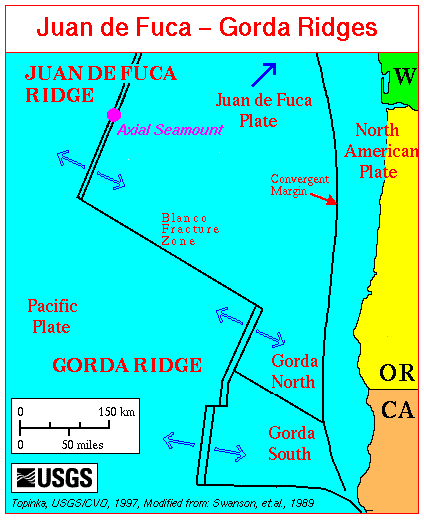
La zona di faglia di Blanco, nell'immagine chiamata zona di frattura di Blanco, tra la dorsale di Gorda e la dorsale di Juan de Fuca.

La zona di faglia di Blanco, conosciuta anche impropriamente come zona di frattura di Blanco è una zona di faglia trasforme situata sul fondale dell'Oceano Pacifico nordorientale, a ovest della costa dell'Oregon, che si estende tra la dorsale di Gorda, a sud, e la dorsale di Juan de Fuca, a nord. La formazione principale della zona è la dorsale di Blanco, che, a dispetto del suo nome, non è una vera e propria dorsale oceanica, quindi un margine divergente, ma una faglia trascorrente a movimento laterale destro in cui ha luogo anche una certa compressione che ha causato l'innalzamento della crosta nella dorsale. Come detto, la dorsale non è quindi, in questo caso, un margine divergente e quindi costruttivo, come invece lo sono la dorsale di Juan de Fuca e la dorsale di Gorda a cui essa è collegata.

## Attività sismica
Nei mesi di marzo ed aprile del 2008, si è registrato uno sciame sismico di moderata intensità nelle vicinanza e all'interno della zona di faglia di Blanco. Lo sciame ebbe inizio il 30 marzo quando una serie di oltre 600 scosse misurabili fu registrata a nord della zona, nella placca di Juan de Fuca. Il 23 aprile, l'attività si spostò nella zona di faglia di Blanco stessa, vicino alla sua giunzione con la dorsale di Gorda.